# Al-Dżahra (muhafaza)
Al-Dżahra (arab. ‏الجهراء‎) – największa spośród sześciu muhafaz Kuwejtu. Zamieszkuje ją 484 874 mieszkańców (czerwiec 2013). Zajmuje 11 230 km². W jej obszar wliczona jest m.in. największa wyspa Kuwejtu – Dżazirat Bubijan. Centrum administracyjnym prowincji jest miasto Al-Dżahra.